# Theodor Johann Quistorp
Theodor Johann Quistorp (* 11. April 1722 in Rostock; † 29. Mai 1776 in Wismar) war ein deutscher Jurist und Bühnenschriftsteller. Als Autor ist er vor allem als Schüler Johann Christoph Gottscheds und für sein Lustspiel Der Hypochondrist bekannt.

## Leben
Theodor Johann Quistorp war der jüngste Sohn des Rostocker Ratsherren Lorenz Gottfried Quistorp und dessen Frau Anna Maria Berg. Quistorp promovierte 1744 zum Dr. jur. und war anschließend als Prokurator und Advokat beim königlich schwedischen Tribunal tätig. Er wurde  Obertribunalsrat und bekleidete das Amt des Direktors der Kämmerei im Senatskollegium zu Wismar.
1751 heiratet Quistorp Ursula Charitas Petersen. Aus dieser Ehe gingen zwei Söhne hervor.